# Oreochromis tanganicae
Oreochromis tanganicae är en fiskart som först beskrevs av Günther, 1894.  Oreochromis tanganicae ingår i släktet Oreochromis och familjen Cichlidae. IUCN kategoriserar arten globalt som livskraftig. Inga underarter finns listade i Catalogue of Life.